# Фінал Кубка Стенлі 2001

Фінал Кубка Стенлі 2001 (англ. Stanley Cup Finals) — 109-й загалом фінал Кубка Стенлі та сезону 2000–2001 у НХЛ між командами «Нью-Джерсі Девілс» та «Колорадо Аваланч». Фінальна серія стартувала 26 травня в Денвері, а фінішувала 9 червня перемогою «Колорадо Аваланч».
У регулярному чемпіонаті «Нью-Джерсі Девілс» фінішували першими в Східній конференції набравши 111 очок, а «Колорадо Аваланч» посіли перше місце в Західній конференції з 118 очками.
У фінальній серії перемогу здобули «Колорадо Аваланч» 4:3. Приз Кона Сміта (найкращого гравця фінальної серії) отримав воротар «Лавин» Патрік Руа.

## Шлях до фіналу
| Західна конференція     |          |                    |                   |                                              |
| Стадія                  | Суперник | Суперник           | Загальний рахунок | Результати матчів                            |
| Чвертьфінал конференції | 8        | Ванкувер Канакс    | 4 : 0             | 5:4, 2:1, 4:3 (ОТ), 5:1                      |
| Півфінал конференції    | 7        | Лос-Анджелес Кінгс | 4 : 3             | 3:4 (ОТ), 2:0, 4:3, 3:0, 0:1, 0:1 (2ОТ), 5:1 |
| Фінал конференції       | 4        | Сент-Луїс Блюз     | 4 : 1             | 4:1, 4:2, 3:4 (2ОТ), 4:3 (ОТ), 2:1 (ОТ)      |

| Східна конференція      |          |                     |                   |                                             |
| Стадія                  | Суперник | Суперник            | Загальний рахунок | Результати матчів                           |
| Чвертьфінал конференції | 8        | Кароліна Гаррікейнс | 4 : 2             | 5:1, 2:0, 4:0, 2:3 (ОТ), 2:3, 5:1           |
| Півфінал конференції    | 7        | Торонто Мейпл Ліфс  | 4 : 3             | 0:2, 6:5 (ОТ), 3:2 (ОТ), 1:3, 2:3, 4:2, 5:1 |
| Фінал конференції       | 6        | Піттсбург Пінгвінс  | 4 : 1             | 3:1, 2:4, 3:0, 5:0, 4:2                     |

## Арени
| Денвер            | Пепсі-центр Континентал-Ерлайнс-аренаclass=notpageimage\| Арени фіналу Кубка Стенлі 2001 | Іст-Ратерфорд             |
| Пепсі-центр       | Пепсі-центр Континентал-Ерлайнс-аренаclass=notpageimage\| Арени фіналу Кубка Стенлі 2001 | Континентал-Ерлайнс-арена |
| Місткість: 18 007 | Пепсі-центр Континентал-Ерлайнс-аренаclass=notpageimage\| Арени фіналу Кубка Стенлі 2001 | Місткість: 19 090         |
|                   | Пепсі-центр Континентал-Ерлайнс-аренаclass=notpageimage\| Арени фіналу Кубка Стенлі 2001 |                           |

## Серія
| 26 травня 2001 | Нью-Джерсі Девілс | 0 : 5 (0:1, 0:2, 0:2) | Колорадо Аваланч | Пепсі-центр, Денвер |

| Протокол | Протокол                    | Протокол                                                                                          | Протокол   | Протокол |
| -------- | --------------------------- | ------------------------------------------------------------------------------------------------- | ---------- | -------- |
|          | Мартен Бродер (00:00-59:52) | Голкіпери                                                                                         | Патрік Руа |          |
|          |                             | Джо Сакік (11:07) Кріс Друрі (29:35) Джо Сакік (35:06) Роб Блейк (45:36) Стівен Райнпрехт (57:36) |            |          |
| 33 хв.   | Вилучення                   | 25 хв.                                                                                            |            |          |
| 25       | Кидки                       | 30                                                                                                |            |          |

| 29 травня 2001 | Нью-Джерсі Девілс | 2 : 1 (2:1, 0:0, 0:0) | Колорадо Аваланч | Пепсі-центр |

| Протокол                                    | Протокол      | Протокол          | Протокол                 | Протокол |
| ------------------------------------------- | ------------- | ----------------- | ------------------------ | -------- |
|                                             | Мартен Бродер | Голкіпери         | Патрік Руа (00:00-58:49) |          |
| Боб Коркам (14:29) Тернер Стівенсон (17:20) |               | Джо Сакік (05:58) |                          |          |
| 16 хв.                                      | Вилучення     | 10 хв.            |                          |          |
| 20                                          | Кидки         | 20                |                          |          |

| 31 травня 2001 | Колорадо Аваланч | 3 : 1 (1:1, 0:0, 2:0) | Нью-Джерсі Девілс | Континентал-Ерлайнс-арена, Іст-Ратерфорд |

| Протокол                                                   | Протокол   | Протокол               | Протокол                    | Протокол |
| ---------------------------------------------------------- | ---------- | ---------------------- | --------------------------- | -------- |
|                                                            | Патрік Руа | Голкіпери              | Мартен Бродер (00:00-58:10) |          |
| Мартін Шкоула (10:38) Рей Бурк (40:31) Ден Гайноут (46:28) |            | Джейсон Арнотт (03:16) |                             |          |
| 12 хв.                                                     | Вилучення  | 8 хв.                  |                             |          |
| 21                                                         | Кидки      | 22                     |                             |          |

| 2 червня 2001 | Колорадо Аваланч | 2 : 3 (1:0, 1:1, 0:2) | Нью-Джерсі Девілс | Континентал-Ерлайнс-арена |

| Протокол                             | Протокол                 | Протокол                                                     | Протокол      | Протокол |
| ------------------------------------ | ------------------------ | ------------------------------------------------------------ | ------------- | -------- |
|                                      | Патрік Руа (00:00-59:00) | Голкіпери                                                    | Мартен Бродер |          |
| Роб Блейк (03:58) Кріс Друрі (33:54) |                          | Патрік Еліаш (23:42) Скотт Гомес (48:09) Петр Сикора (57:23) |               |          |
| 6 хв.                                | Вилучення                | 12 хв.                                                       |               |          |
| 12                                   | Кидки                    | 35                                                           |               |          |

| 4 червня 2001 | Нью-Джерсі Девілс | 4 : 1 (2:1, 1:0, 1:0) | Колорадо Аваланч | Пепсі-центр |

| Протокол                                                                                   | Протокол      | Протокол              | Протокол   | Протокол |
| ------------------------------------------------------------------------------------------ | ------------- | --------------------- | ---------- | -------- |
|                                                                                            | Мартен Бродер | Голкіпери             | Патрік Руа |          |
| Патрік Еліаш (03:09) Олександр Могильний (18:47) Сергій Брилін (24:39) Джон Медден (58:05) |               | Алекс Тангуей (10:09) |            |          |
| 10 хв.                                                                                     | Вилучення     | 6 хв.                 |            |          |
| 26                                                                                         | Кидки         | 23                    |            |          |

| 7 червня 2001 | Колорадо Аваланч | 4 : 0 (1:0, 2:0, 1:0) | Нью-Джерсі Девілс | Континентал-Ерлайнс-арена |

| Протокол                                                                         | Протокол   | Протокол  | Протокол      | Протокол |
| -------------------------------------------------------------------------------- | ---------- | --------- | ------------- | -------- |
|                                                                                  | Патрік Руа | Голкіпери | Мартен Бродер |          |
| Адам Фут (18:02) Вілле Ніємінен (22:26) Кріс Друрі (38:27) Алекс Тангуей (53:46) |            |           |               |          |
| 20 хв.                                                                           | Вилучення  | 24 хв.    |               |          |
| 18                                                                               | Кидки      | 24        |               |          |

| 9 червня 2001 | Нью-Джерсі Девілс | 1 : 3 (0:1, 1:2, 0:0) | Колорадо Аваланч | Пепсі-центр |

| Протокол            | Протокол                    | Протокол                                                      | Протокол   | Протокол |
| ------------------- | --------------------------- | ------------------------------------------------------------- | ---------- | -------- |
|                     | Мартен Бродер (00:00-58:03) | Голкіпери                                                     | Патрік Руа |          |
| Петр Сикора (29:33) |                             | Алекс Тангуей (07:58) Алекс Тангуей (24:57) Джо Сакік (26:16) |            |          |
| 12 хв.              | Вилучення                   | 8 хв.                                                         |            |          |
| 26                  | Кидки                       | 22                                                            |            |          |

| Володар Кубка Стенлі 2001     |
| ----------------------------- |
| Колорадо Аваланч другий титул |

## Володарі Кубка Стенлі
| Володарі Кубка Стенлі Колорадо Аваланч | Воротарі: Давид Ебішер, Патрік Руа Захисники: Роб Блейк, Рей Бурк, Грег де Вріс, Адам Фут, Джон Клемм, Ерік Мессьє, Браян Мур, Нолан Пратт, Мартін Шкоула Нападники: Кріс Дінгман, Кріс Друрі, Петер Форсберг, Мілан Гейдук, Ден Гайноут, Вілле Ніємінен, Скотт Паркер, Шон Подейн, Дейв Рід, Стівен Райнпрехт, Джо Сакік (К), Алекс Тангуей, Стефан Єлль Головний тренер: Боб Гартлі Генеральний менеджер: П'єр Лакруа |